# Систематика термитов

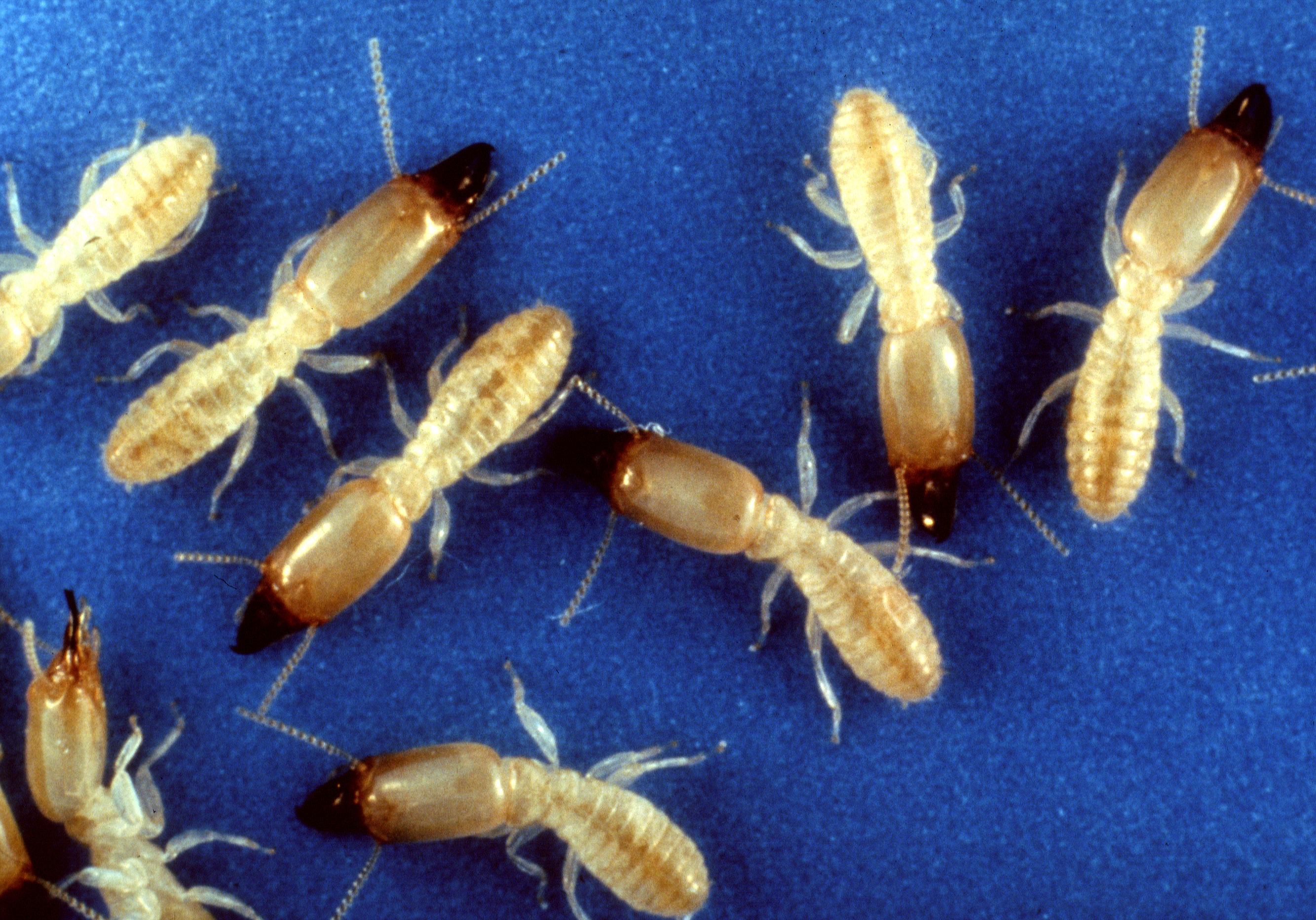
Термиты Reticulitermes flavipes

Термиты (Isoptera Brullé, 1832) — группа общественных насекомых, которая рассматривается или в качестве самостоятельного отряда (2009), или входит в состав отряда Тараканообразные в статусе подотряда, инфраотряда (2011, 2013) или, даже эписемейства (epifamily) Termitoidae (2007, 2011). В мире известно 2692 вида и 247 родов термитов. Наибольшее родовое разнообразие наблюдается в Африканских экваториальных дождевых лесах Конго (62 рода) и в Неотропических дождевых лесах Французской Гвианы (55 родов), затем следуют локальные фауны азиатских джунглей северного Борнео (44 рода).

## Распространение
Термиты встречаются во всех зоогеографических регионах и на многих океанических островах от 50°N (южная Британская Колумбия, Канада) до 45°S (юг Чили и Южный остров (Новая Зеландия)). В некоторых регионах отмечено наибольшее видовое разнообразие для отдельных родов: 25 видов Cryptotermes в Карибском бассейне, 61 вид Amitermes в Австралии, 72 вида Nasutitermes в Неотропике, около 100 видов Odontotermes в тропической Азии.

### Эндемизм
Степень эндемизма на уровне родов по регионам:
- Неотропика — 63 эндемичных рода (78 %)
- Афротропика — 85 (77 %)
- Австралия — 23 (64 %)
- Ориентальная область — 56 (61 %)
- Неарктика — 4 (29 %)
- Палеарктика — 3 (21 %)
- Мадагаскар — 4 (20 %)
- Папуа Новая Гвинея — 3 (18 %)
- Океания — 0 (0)

## Палеонтология
Термиты это древнейшие общественные насекомые, первые останки которых обнаруживаются в меловом периоде.
- Ginormotermes rex, Krishnatermes yoddha, Nanotermes isaacae, Parastylotermes krishnai

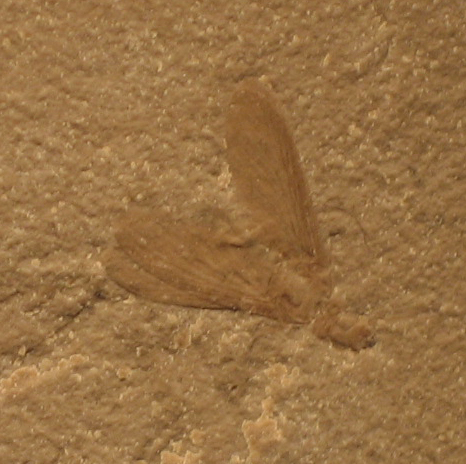
Отпечаток вымершего термита Meiatermes bertrani, Cosmocaixa (Барселона)
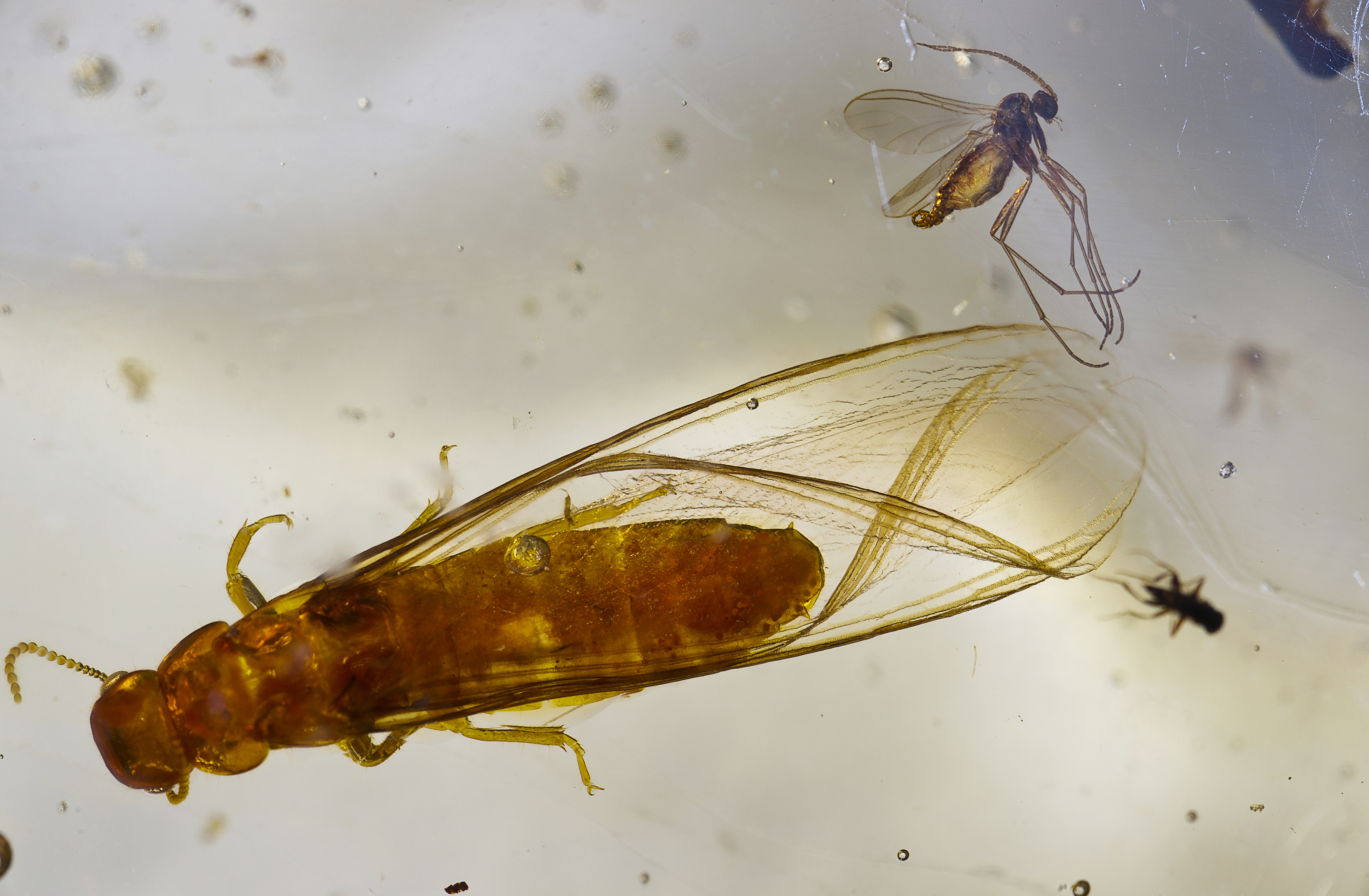
Вымерший термит в копале (янтарных смолах) Мадагаскара

## Классификация

### Традиционная
До 2004 года традиционно выделялось 7 семейств термитов: (число родов и видов на 2008 год по).
- Hodotermitidae — 3 рода и 19 видов[7]
- Kalotermitidae — 21 и 452 (повсеместно)
- Mastotermitidae — 1 и 1 (Австралия)
- Rhinotermitidae — 14 и 350 (повсеместно)
  - Coptotermitinae — 1 и 79
  - Heterotermitinae — 3 и 143
  - Prorhinotermitinae — 1 и 18
  - Psammotermitinae — 1 и 8 (Африка и Ближний Восток)
  - Rhinotermitinae — 7 и 56
  - Stylotermitinae — 1 и 43 (Центральная Азия)
  - Termitogetoninae — 1 и 3 (Юго-Восточная Азия)
- Serritermitidae — 2 и 2 (Бразилия)
- Termitidae — 240 и 2021 (повсеместно)
  - Apicotermitinae — 42 и 215 (Афротропика, Неарктика, Неотропика, Мадагаскар, Юго-Восточная Азия)
  - Macrotermitinae — 14 и 365 (Афротропика, Мадагаскар, Юго-Восточная Азия)
  - Nasutitermitinae — 93 и 674 (повсеместно, кроме Палеарктики)
  - Termitinae — 91 и 771
- Termopsidae — 5 и 21 (повсеместно, кроме Мадагаскара)
- Всего — 286 родов и 2870 видов (на 2008 год по[7]).

### Современная
В последние годы к списку традиционных семейств термитов добавились такие повышенные в статусе таксоны, как Stolotermitidae, Stylotermitidae и †Archeorhinotermitidae (Engel & Krishna, 2004). В 2009 году было выделено ещё два семейства: †Cratomastotermitidae и Archotermopsidae (Engel, Grimaldi & Krishna, 2009).
- †Archeorhinotermitidae Engel, Grimaldi & Krishna, 2009 — Меловой период (Бирманский янтарь)
  - †Archeorhinotermes Krishna and Grimaldi, 2003[9]
    - †Archeorhinotermes rossi Krishna and Grimaldi 2003
- Archotermopsidae Engel, Grimaldi & Krishna, 2009 —
  - Archotermopsis — Zootermopsis — Hodotermopsis
- †Cratomastotermitidae Engel, Grimaldi & Krishna, 2009 — Меловой период
  - †Cratomastotermes Bechly
- Hodotermitidae —
  - Anacanthotermes — Hodotermes — Microhodotermes
- Kalotermitidae —
  - Allotermes — Bicornitermes — Bifiditermes — Calcaritermes — Ceratokalotermes — Comatermes — Cryptotermes — Epicalotermes — Eucryptotermes — Glyptotermes — Incisitermes — Kalotermes — Lobitermes — Marginitermes — Neotermes — Paraneotermes — Postelectrotermes — Procyptotermes — Proneotermes — Pterotermes — Rugitermes — Tauritermes
- Mastotermitidae —
  - Mastotermes — †Blattotermes — †Khanitermes — †Miotermes — †Spargotermes — †Valditermes
- Rhinotermitidae —
  - Coptotermitinae —
    - Coptotermes

  - Heterotermitinae —
    - Heterotermes — Reticulitermes — Tsaitermes

  - Prorhinoterminae Quennedey & Deligne, 1975 —
    - Prorhinotermes

  - Psammotermitinae Holmgren, 1911 —
    - Glossotermes — Psammotermes

  - Rhinotermitinae Froggatt, 1897 —
    - Acorhinotermes — Dolichorhinotermes — Parrhinotermes — Rhinotermes — Schedorhinotermes

  - Stylotermitinae Holmgren and Holmgren, 1917 —
    - Stylotermes

  - Termitogetoninae Holmgren, 1910 —
    - Termitogeton
- Serritermitidae —
- Stolotermitidae — или Stolotermitinae в составе Termopsidae
  - Stolotermes (Stolotermitinae Holmgren, 1910) — Porotermes (Porotermitinae Emerson, 1942).
- Stylotermitidae — или Stylotermitinae в составе Rhinotermitidae
  - Stylotermes Holmgren and Holmgren, 1917 — Parastylotermes
- Termitidae —
  - Amitermitinae —
    - Ahamitermes — Amitermes — Amphidotermes — Cephalotermes — Cylindrotermes — Drepanotermes — Eremotermes — Globitermes — Gnathamitermes — Incolitermes — Invasitermes — Labritermes — Microcerotermes — Orientotermes — Prohamitermes — Pseudhamitermes — Pseudomicrotermes — Synhamitermes

  - Apicotermitinae —
    - Acholotermes — Acidnotermes — Acutidentitermes — Adaiphrotermes — Aderitotermes — Adynatotermes — Aganotermes — Allognathotermes — Alyscotermes — Amalotermes — Amicotermes — Anaorotermes — Anenteotermes — Anoplotermes — Apagotermes — Aparatermes — Apicotermes — Asagarotermes — Astalotermes — Astratotermes — Ateuchotermes — Coxotermes — Duplidentitermes — Eburnitermes — Euhamitermes — Eurytermes — Firmitermes — Grigiotermes — Heimitermes — Hoplognathotermes — Hoplotermes — Indotermes — Jugositermes — Labidotermes — Machadotermes — Phoxotermes — Protohamitermes — Rostrotermes — Ruptitermes — Skatitermes — Speculitermes — Tetimatermes — Trichotermes

  - Cubitermitinae —
    -  Apilitermes — Basidentitermes — Batillitermes — Crenetermes — Cubitermes — Euchilotermes — Fastigitermes — Foraminitermes — Forficulitermes — Furculitermes — Gibbotermes — Lepidotermes — Megagnathotermes — Mucrotermes — Nitiditermes — Noditermes — Okavangotermes — Ophiotermes — Orthotermes — Ovambotermes — Pilotermes — Proboscitermes — Procubitermes — Profastigitermes — Thoracotermes — Tuberculitermes — Unguitermes — Unicornitermes

  - Foraminitermitinae —
    - Foraminitermes (из Cubitermitinae) — Labritermes (из Amitermitinae)

  - Macrotermitinae —
    - Acanthotermes — Allodontermes — Ancistrotermes — Euscaiotermes — Hypotermes — Macrotermes — Megaprotermes — Microtermes — Odontotermes — Parahypotermes — Protermes — Pseudacanthotermes — Sphaerotermes — Synacanthotermes

  - Nasutitermitinae —
    - Aciculioiditermes — Aciculitermes — Afrosubulitermes — Agnathotermes — Ahmaditermes — Ampoulitermes — Angularitermes — Anhangatermes — Antillitermes — Araujotermes — Arcotermes — Armitermes — Atlantitermes — Australitermes — Baucaliotermes — Bulbitermes — Caetetermes — Cahuallitermes — Caribitermes — Ceylonitermellus — Ceylonitermes — Coarctotermes — Coatitermes — Coendutermes — Constrictotermes — Convexitermes — Cornitermes — Cortaritermes — Cucurbitermes — Curvitermes — Cyranotermes — Cyrilliotermes — Diversitermes — Diwaitermes — Eleanoritermes — Embiratermes — Emersonitermes — Ereymatermes — Eutermellus — Fulleritermes — Grallatotermes — Havilanditermes — Hirtitermes — Hospitalitermes — Ibitermes — Kaudernitermes — Labiotermes — Lacessititermes — Leptomyxotermes — Leucopsitermes — Longipeditermes — Macrosubulitermes — Macuxitermes — Malagasitermes — Malaysiotermes — Mimeutermes — Mironasutitermes — Mycterotermes — Nasopilotermes — Nasutitermes — Ngauratermes — Nuiginitermes — Obtusitermes — Occasitermes — Occultitermes — Oriensubulitermes — Paracornitermes — Parvitermes — Periaciculitermes — Peribulbitermes — Postsubulitermes — Proaciculitermes — Procornitermes — Rhadinotermes — Rhynchotermes — Roonwalitermes — Rotunditermes — Sinonasutitermes — Spatulitermes — Subulitermes — Syntermes — Tarditermes — Tenuirostritermes — Thailanditermes — Triangularitermes — Trinervitermes — Tumulitermes — Velocitermes — Verrucositermes — Xiaitermes

  - Termitinae —
    - Angulitermes — Apsenterotermes — Capritermes — Cavitermes — Cornicapritermes — Coxocapritermes — Crepititermes — Cristatitermes — Dentispicotermes — Dicuspiditermes — Dihoplotermes — Ekphysotermes — Ephelotermes — Genuotermes — Hapsidotermes — Hesperotermes — Homallotermes — Indocapritermes — Inquilinitermes — Kemneritermes — Krishnacapritermes — Labiocapritermes — Lophotermes — Macrognathotermes — Malaysiocapritermes — Mirocapritermes — Neocapritermes — Oriencapritermes — Orthognathotermes — Paracapritermes — Pericapritermes — Planicapritermes — Procapritermes — Promirotermes — Protocapritermes — Pseudocapritermes — Quasitermes — Saxatilitermes — Sinocapritermes — Spinitermes — Termes — Syncapritermes — Xylochomitermes

- †Termopsidae Holmgren, 1911 —
  - †Termopsis  (Archotermopsis, Hodotermopsis и Zootermopsis перенесены в Archotermopsidae, а Porotermes и Stolotermes - в Stolotermitidae)

- Incertae sedis
  - †Meiatermes cretacicus Bezerra et al., 2022